# Communauté de communes des Trois Frontières (Moselle)
Ne doit pas être confondu avec la communauté d'agglomération des Trois Frontières, qui était une communauté de communes portant le même nom avant son changement de statut.
La communauté de communes des Trois Frontières (CC3F) est une ancienne communauté de communes française située dans le département de la Moselle en région Grand Est.

## Histoire
La communauté de communes des Trois Frontières a été créée le 15 septembre 2003.
Elle fusionne avec la communauté de communes du Bouzonvillois pour former la communauté de communes Bouzonvillois-Trois Frontières au 1er janvier 2017.

## Composition
Elle regroupe 22 des 23 communes du canton de Sierck-les-Bains (toutes sauf Malling) :
| Nom                | Code Insee | Gentilé      | Superficie (km2) | Population (dernière pop. légale) | Densité (hab./km2) |
| ------------------ | ---------- | ------------ | ---------------- | --------------------------------- | ------------------ |
| Rustroff (siège)   | 57604      |              | 3,23             | 601 (2014)                        | 186                |
| Apach              | 57026      | Apachois     | 3,35             | 1 013 (2014)                      | 302                |
| Contz-les-Bains    | 57152      |              | 3,19             | 486 (2014)                        | 152                |
| Flastroff          | 57215      | Flastroffois | 8,38             | 319 (2014)                        | 38                 |
| Grindorff-Bizing   | 57259      |              | 6,86             | 313 (2014)                        | 46                 |
| Halstroff          | 57286      |              | 10,78            | 324 (2014)                        | 30                 |
| Hunting            | 57341      |              | 3,78             | 734 (2014)                        | 194                |
| Kerling-lès-Sierck | 57361      |              | 17,82            | 540 (2014)                        | 30                 |
| Kirsch-lès-Sierck  | 57364      |              | 8,85             | 315 (2014)                        | 36                 |
| Kirschnaumen       | 57365      |              | 19,93            | 480 (2014)                        | 24                 |
| Haute-Kontz        | 57371      |              | 6,41             | 581 (2014)                        | 91                 |
| Laumesfeld         | 57387      |              | 8,30             | 260 (2014)                        | 31                 |
| Launstroff         | 57388      |              | 7,81             | 263 (2014)                        | 34                 |
| Manderen           | 57439      |              | 8,92             | 429 (2014)                        | 48                 |
| Merschweiller      | 57459      |              | 5,76             | 211 (2014)                        | 37                 |
| Montenach          | 57479      |              | 9,19             | 440 (2014)                        | 48                 |
| Rémeling           | 57569      |              | 6,47             | 309 (2014)                        | 48                 |
| Rettel             | 57576      |              | 6,89             | 722 (2014)                        | 105                |
| Ritzing            | 57585      |              | 6,15             | 161 (2014)                        | 26                 |
| Sierck-les-Bains   | 57650      | Sierckois    | 4,80             | 1 690 (2014)                      | 352                |
| Waldweistroff      | 57739      |              | 7,73             | 495 (2014)                        | 64                 |
| Waldwisse          | 57740      |              | 11,74            | 817 (2014)                        | 70                 |

## Administration
Le Conseil communautaire est composé de 34 délégués, dont 5 vice-présidents.
| Période                                  | Période          | Identité             | Étiquette | Qualité                                 |
| ---------------------------------------- | ---------------- | -------------------- | --------- | --------------------------------------- |
| Les données manquantes sont à compléter. |                  |                      |           |                                         |
|                                          | 15 avril 2014    | Jean-Claude Champion | PS        | Maire de Hunting (1995-2014)            |
| 15 avril 2014                            | 31 décembre 2016 | Laurent Steichen     | UDI       | Maire de Sierck-les-Bains (depuis 2008) |